# Схенус ржавый
Схенус ржавый (лат. Schoenus ferrugineus) — растение, вид рода Схенус семейства Осоковые.

## Ареал и среда обитания
Горный среднеевропейский вид. Произрастает в Средней и Восточной Европе, Скандинавии, Средиземноморье. В Центральной Европе он преимущественно населяет болота и всхолмлённые склоны, а также сухие края верховых болот. В Восточной Европе произрастает в горной и холмистой местности. В Скандинавии распространён на островах Оланд и Готланд, иногда встречается в южной и центральной Швеции и в южной Норвегии. На территории России встречается преимущественно в европейской части, предпочитает ключевые и низинные болота, заболоченные берега водоёмов..

## Ботаническое описание
Многолетнее растение, высотой от 15 до 30 см, произрастает в форме плотной дерновины. На болотах формирует мощные невысокие кочки диаметром от 40 до 80 см. Стебли растения многочисленны, плотно прилегающие друг к другу, имею толщину 1 мм, безлистные и цилиндрические. Влагалища у основания стебля насыщенно тёмно-бурые или красно-бурые, блестящие. Соцветие терминальное длинной 10 — 15 мм, чёрно-коричневое, имеет 1 иногда 2 прицветных листка. Прицветные чешуи ланцетные, длинной 3 — 10 мм, с 1 — 3 жилками. Околоцветных щетинок 7 — 13.
Цветёт в конце мая, плоды с конца июля по сентябрь.

## Охранный статус
Включён в Красные книги следующих субъектов Российской Федерации: Вологодская область, Ленинградская область, Мурманская область, Новгородская область, Псковская область, Республика Башкортостан, Самарская область, Республика Татарстан, Ульяновская область, Челябинская область. Также вид включён в Красную книгу Украины.

## Синонимы
- Streblidia ferruginea (L.) Link, Hort. Berol. 1: 276 (1827).
- Chaetospora ferruginea (L.) Rchb., Fl. Germ. Excurs.: 74 (1830).
- Schoenus nigricans Hoppe, Bot. Taschenb. Anfänger Wiss. Apothekerkunst 11: 135 (1801), sensu auct.
- Schoenus karpatii Pénzes, Acta Bot. Acad. Sci. Hung. 8: 333 (1962).